# 綿考輯録
『綿考輯録（緜考輯録）』（めんこうしゅうろく）は、肥後熊本藩主細川家の家史。全63巻。大日本史料ではこれを『細川家記』としてまとめているので、その名でも知られる。表題は「連綿と考えを輯（あつ）める」との意。

## 概略
細川藤孝・忠興・忠利・光尚の4代の歴史をまとめたもので、江戸時代中期の安永7年（1778年）、藩士小野景湛が、それ以前に存在した細川家について複数の伝記（『細川之御伝記』『細川家伝』『細川全記』『御伝記』『御家譜』『細川御系譜』）の一部を書き写したり、他家の家記、軍記物などをもとに編纂していた草稿を、小野の死後、藩の記録局が引き継いで遺稿を浄書・校訂して完成させた。
大正時代の写本が国会図書館に収蔵されているほか、稿本は永青文庫に収蔵され、現在は熊本県立美術館の「細川コレクション永青文庫展示室」でも展示される。また現在は、出水叢書『綿考輯録』として全て活字本となって出版されている。
熊本藩の肥後細川家公式の歴史であり、多数の古記録が収録されている一級史料である一方で、多数の歴史書の集成であるため『明智軍記』からの転載とされる箇所もあり、特に藤孝・忠興の2代の記述に関しては、内容の史実性、信憑性に難のある部分もある。

## 書籍情報
- 小野景湛 編『国立国会図書館デジタルコレクション 緜考輯録』。
- 出水神社 編『綿考輯録』 全7、汲古書院〈出水叢書〉、1988-1992年。